# Antoine de Choudens
Pour les articles homonymes, voir Choudens.
Antoine de Choudens (né le 15 janvier 1825 à Genève, Suisse, décédé le 16 novembre 1888 à Paris 9ème) est un éditeur de musique français d'origine suisse.

## Biographie
Son beau-père Antonio Pacini lui ayant cédé son fonds d'éditions, Antoine fonde à Paris en juin 1845 la maison d’édition musicale française Choudens ; le premier ouvrage publié est une anthologie de plus de 200 morceaux de chant parus sous le titre I canti d'Italia.
Son frère est Émile François de Choudens, père de l'actrice Berthe Cerny.
En 1876, il associe à la direction ses deux fils Antony et Paul, qui lui succèdent. Antony étant mort en 1902, la maison est ensuite dirigée par Paul seul jusqu'à sa mort, puis par les gendres de Paul, Gaston Chevrier et André Leroy, et, à partir de 1946, par André Chevrier de Choudens. Outre les opéras Faust et Carmen, le fonds Choudens comprend un grand nombre de partitions d’opéras et d’opéras-comiques : la plupart des œuvres de Gounod et une quantité d'œuvres de Berlioz, Camille Saint-Saëns, Ernest Reyer, Offenbach, Benjamin Godard, Alfred Bruneau, Edouard Lalo, Arthur Coquard, Edmond Audran, etc.